# Msila (kommun i Marocko)
Msila (franska: Msila (CR), Msila (Commune Rurale), arabiska: كاف الغار) är en kommun i Marocko.   Den ligger i provinsen Taza och regionen Fès-Meknès, i den nordöstra delen av landet, 250 km öster om huvudstaden Rabat. Antalet invånare är 10 153.